# Sandoricum
Sandoricum é um género botânico pertencente à família Meliaceae.

## Espécies
- Sandoricum indicum Cav.
- Sandoricum koetjape (Burm. f.) Merr. (imagem: )

O fruto  desta espécie é comestível, na forma de pickle. A semente é venenosa. Extracto desta planta mostram ter propriedades anti-inflamatórias